# Bergbezinkbassin

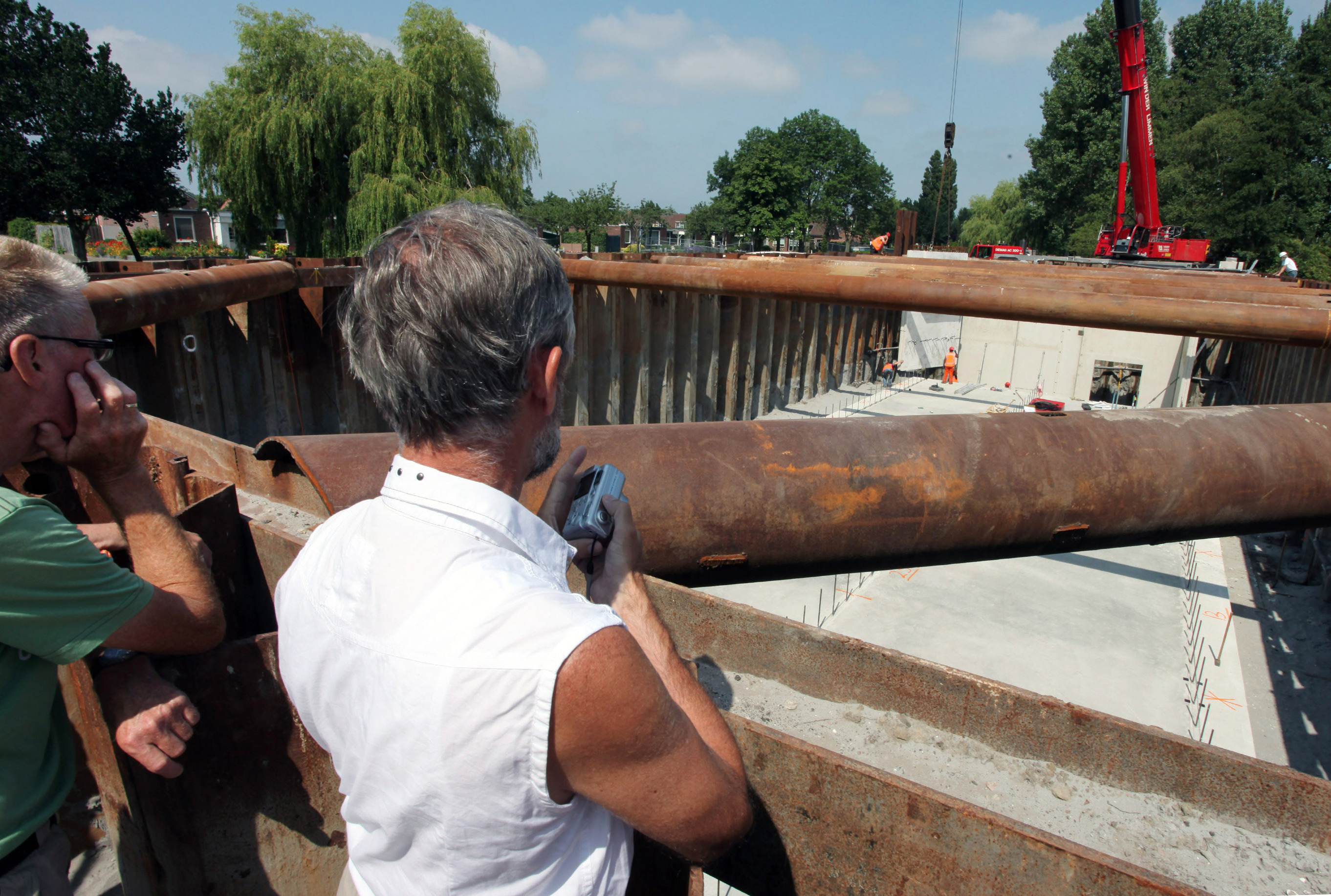
Open dag bij de aanleg van een bergbezinkbassin langs De Baandert in Heemskerk, 2009

Een bergbezinkbassin is een randvoorziening in een rioolstelsel. Het is in feite een grote (dichte) betonnen bergingskelder die wordt gekoppeld aan het bestaande rioleringsstelsel. Met de bouw van een bassin wordt de inhoud van een rioleringsstelsel vergroot. Een groot voordeel hierbij is dat er tijdens hevige regenbuien minder vervuild water via een overstort in het oppervlaktewater terechtkomt. Het bassin is zo aangelegd dat het alleen vol kan stromen bij een hoog waterpeil in de riolering.
Zodra het bergbezinkbassin vol is zal het overtollige water alsnog via een overstort op het oppervlaktewater geloosd worden. Door de vormgeving, die gericht is op een lage stroomsnelheid, kan een deel van het vuil in het water bezinken. Hierdoor komt dat vuil niet in het oppervlaktewater terecht.
De verzamelriolen en het bergbezinkbassin worden na regenbuien leeggepompt. Hierbij wordt het bezonken vuil opnieuw gemengd met het aanwezige water, bijvoorbeeld via een spoelinstallatie bestaande uit een pomp of een apart reservoir met spoelwater. Het rioolwater uit het bassin wordt daarbij terug gepompt in het rioolstelsel en stroomt zo vervolgens naar een rioolwaterzuiveringsinstallatie. 